# 大顺镇 (寿县)
大顺镇，是中华人民共和国安徽省六安市寿县下辖的一个乡镇级行政单位。

## 行政区划
大顺镇下辖以下地区：
大顺街道社区、新集村、余埠村、陶巷村、九井村、官塘村、老嘴村、袁湖村、长岗村和仇集村。